# Mangaldai
Mangaldoi o Mangaldai és una ciutat i municipi de l'Índia, capital del districte de Darrang (i abans de la subdivisió de Mangaldai) a Assam. El seu nom deriva de "Mangaldahi" filla del rei de Darrang que es va casar amb el rei ahom Pratap Singh.
Segons el cens del 2001 la població és de 23.854 habitants.